# Землянковский сельский совет (Глуховский район)
Землянко́вский се́льский сове́т (укр. Землянківська сільська рада) — входит в состав Глуховского района Сумской области Украины.
Административный центр сельского совета находится в селе Землянка.

## Населённые пункты совета
- с. Землянка
- с. Гута
- с. Кушкино